# Nova Hartz
Nova Hartz is een gemeente in de Braziliaanse deelstaat Rio Grande do Sul. De gemeente telt 17.772 inwoners (schatting 2009).